# Moctezuma (San Luis Potosí)
Moctezuma è una municipalità dello stato di San Luis Potosí, nel Messico centrale, il cui capoluogo è la omonima località.
La popolazione della municipalità è di 19.327 abitanti (2010) e ha una estensione di 1268,530 km².
Il nome alla città è stato dato in onore del generale José Esteban Moctezuma.